# 金明秀
金 明秀（김명수、1968年 - ）は、日本の社会学者、関西学院大学社会学部教授。専門は計量社会学、社会階層論と社会意識論。在日韓国人3世。

## 経歴
福岡県生まれ。福岡朝鮮初級学校、福岡大学附属大濠高等学校等を経て、1990年九州大学文学部哲学科社会学専攻卒業、1996年大阪大学大学院人間科学研究科博士課程単位取得満期退学。1997年大阪大学博士（人間科学）。京都光華女子大学人間科学部准教授、関西学院大学社会学部准教授を経て現職。
在日韓国・朝鮮人の歴史や文化を取り上げるウェブサイト「ハン・ワールド」を1995年から主宰している。
ヘイトスピーチなど外国人に対する差別的行為(レイハラ)についてメディアで度々発言を行なっており、日本政府に対して対策法の整備を求めてきた。2018年にはレイハラの事例とその対策についてまとめた著作を刊行した。

## 不祥事
鹿砦社発行「真実と暴力の隠蔽」掲載の座談会で社会学者・木下ちがやが自身の体験談として金から「殴られてますよ」「後で謝ってきたから『もういいや』と手打ちにした」と証言。他の出席者とともに、別の、金が行った同僚への殴打事件についても言及した。
その後、同社は2018年以降、公式サイトで「鹿砦社特別取材班」として複数の関連記事を掲載。その中で「「関西カウンター」の理論的支柱・金明秀関西学院大学教授の隠された暴力事件を弾劾する！ 」「関西学院大学に質問状送付！ 」「8・2金明秀暴行＆不正問題で関西学院大学と被害者Ａ先生が加盟する「新世紀ユニオン」との団交行われる！ 関学側「調査委員会」設置を約束‼ 」「金明秀教授暴行問題について関西学院大学から新世紀ユニオンへ調査委員会設置などの回答　鹿砦社はさらなる激烈な戦術選択を宣言！ 」などの記事を掲載。
特に「～弾劾する！」では、被害者と金双方の代理人弁護士が交わした「「平成25年2月8日午後10時過ぎ」に金明秀教授が被害者に「暴行」を加え、被害者の治療費、慰謝料として、115万9295円を被害者に支払い、「振込を確認した日をもって大阪府淀川警察署に届け出ていた被害届を取り下げる」」との和解書の画像が掲載された。

## 著書

### 単著
- 『レイシャルハラスメントQ&A: 職場、学校での人種・民族的嫌がらせを防止する』（解放出版社, 2018年5月30日 ISBN 978-4759262278）

### 共著
- 福岡安則共著『在日韓国人青年の生活と意識』（東京大学出版会, 1997年）
- 三宅正弘,島村恭則,難波功士,山口覚共著『関西私鉄文化を考える』（関西学院大学出版会,  2012年）
- 盛山和夫・佐藤哲彦・難波功士共著『社会学入門』(ミネルヴァ書房、2017年 ISBN 978-4623079117